# Moviment per França

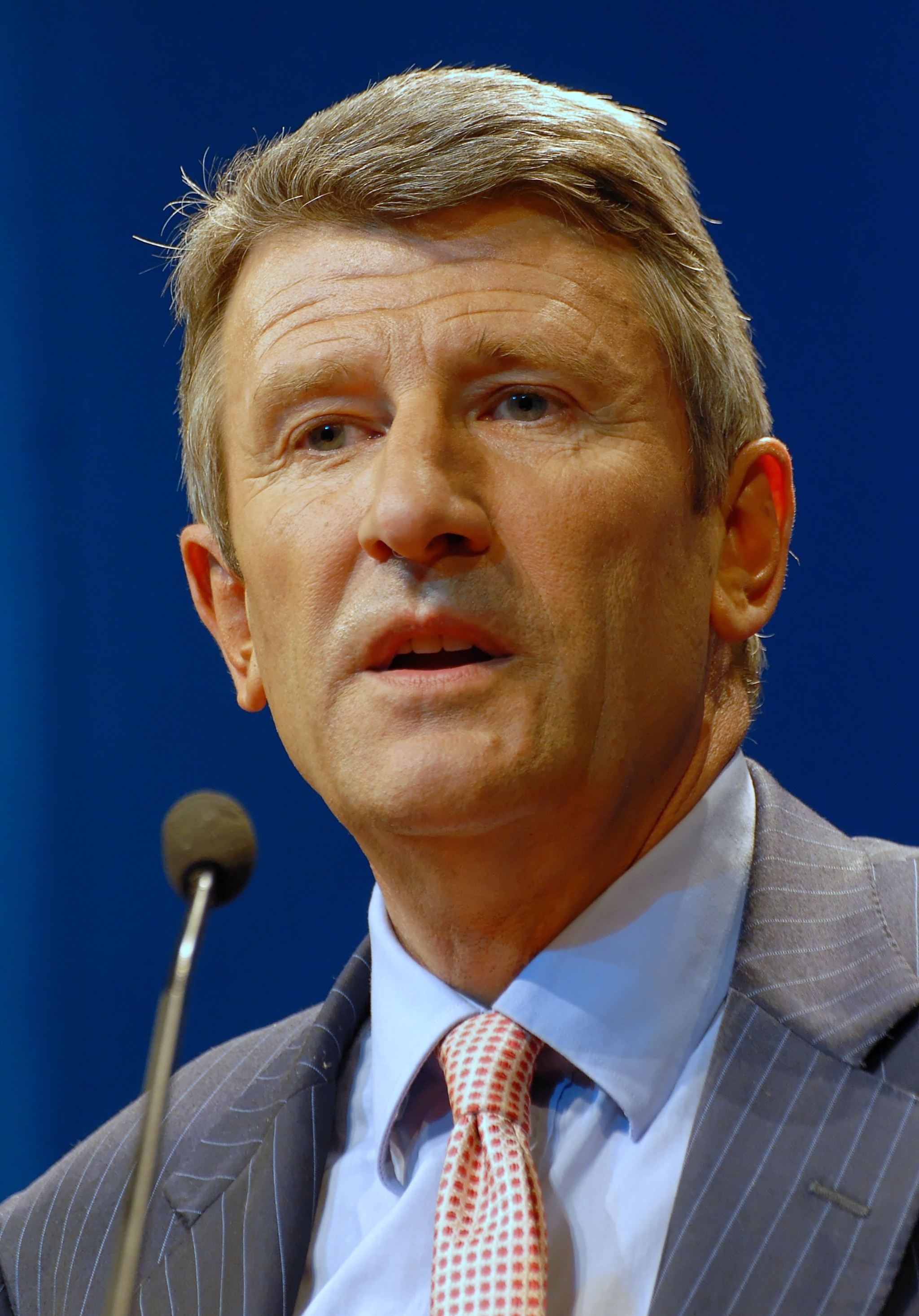
Philippe de Villiers, líder del partit

El Moviment per França (Mouvement pour la France) és un petit partit polític francès de dreta nacionalista i conservadora, present en tot el territori francès.
El MPF va ser un dels grans vencedors de l'any 2005, amb la victòria del NO al referèndum sobre la Constitució Europea.

## Història
Va ser fundat el 20 de novembre de 1994 a la Maison de la Chimie de París. Es va unir a la llista "Majoria per l'altra Europa" en les eleccions europees, que va aconseguir el 12,23% dels vots. Philippe de Villiers es presenta com el seu candidat a les eleccions presidencials de 1995, però sense arribar a transformar al MPF en un partit nacional sòlidament estructurat. Aconsegueix menys del 5% dels vots.
En les eleccions europees de 1999, es va aliar amb Reagrupament per França i l'aliança va obtenir 13 escons.
El partit és dirigit pel seu president Philippe de Villiers, i el seu secretari general Guillaume Peltier. Al juny de 2004 va assolir tres escons en el Parlament europeu, ocupats per Philippe de Villiers, Paul-Marie Couteaux i Patrick Louis.
A l'Assemblea Nacional té com a representant a Véronique Besse. Al Senat, a Bruno Retailleau, Philippe Darniche i a Bernard Seillier. Es troba implantat en tot el país encara que el seu poder no és estable, presentat en solitari va aconseguir el 5% dels vots, i en coalició amb altre partit de similars característiques el 13%. Així i tot, el Front Nacional francès de Jean-Marie Le Pen, és la punta de llança dels nacionaldemòcrates francesos. Villiers es va presentar en les eleccions presidencials de 2007 on va obtenir un 2,23% dels vots.